# 순수수학
순수수학(純粹數學)은 전적으로 이론이나 추상에 대한 수학을 의미하며, 응용수학과 대별되는 말이다. 수학 그 자체의 아름다움을 추구하고, 연구하는 수학자들을 흔히 순수수학자들이라고 부른다. 순수수학자들 중에서는 자신의 연구 결과가 사회에 도움이 되기를 바라는 수학자들도 있지만, 자신의 연구 결과가 사회에 도움이 되지 않기를 바라는 수학자들도 더러 있다. 대표적인 순수수학자로는 영국의 저명한 수학자인 고드프리 해럴드 하디, 데카르트 등이 있다.

## 순수수학의 범주
- 산술
- 대수학
- 해석학
- 기하학
- 위상수학

## 같이 보기
- 응용수학
- 논리학
- 메타논리학
- 메타수학